# Москвич 8
«Москвич 8» («Moskvich 8») — семиместный среднеразмерный кроссовер, выпускаемый с 2024 года Московским автомобильным заводом «Москвич». Является лицензионным клоном китайской модели — Sehol X8.

## Описание
Первые изображения модели «Москвич 8» были опубликованы весной 2024 года в Telegram-канале мэра Москвы Сергея Собянина. Производство началось в конце того же года, однако продажи были перенесены на февраль 2025 года, о чём 20 декабря 2024 года сообщила «Российская газета».
Прародитель «Москвича 8» — JAC Sehol X8 Plus, дебютировавший в 2022 году в КНР. Автомобиль «Москвич 8» имеет огромную радиаторную решётку, «сливающуюся» с соединёнными светодиодной лентой фарами, рельефный капот, «клыкастые» задние фонари, спойлер, выхлопную систему с двумя трубами и рейлинги на крыше. Функции автомобиля: приборная панель диагональю 12,3 дюйма, экран мультимедийной системы, поддерживающей Apple CarPlay и Android Auto, камеры кругового обзора и беспроводные USB-зарядки для гаджетов.
Конкурентами являются Chery Tiggo 7 Pro Max, Chery Tiggo 8 Pro, Geely Okavango, Geely Coolray, Changan CS55 Plus, Omoda C5, Xcite X-Cross 8, Hyundai Santa Fe и Kia Sorento.

## Технические характеристики
«Москвич 8» оснащается 1,5-литровым рядным четырёхцилиндровым бензиновым турбодвигателем HFC4GC1.6E (GDI) мощностью 128 кВт (174 л. с.) при 5500 об/мин и крутящим моментом 300 Н⋅м при 3500 об/мин. Степень сжатия двигателя составляет 9.7, клапанный механизм двигателя — DOHC, максимальная скорость — 160 км/ч, экологический класс — Евро-6, рекомендованное топливо — АИ-92 или АИ-95. Коробка передач — семиступенчатая роботизированная, управляется шайбой смены режимов. Привод — передний или полный (опционально).

## Цена и старт продаж
Продажи новинки в России официально стартовали 22 июля 2025 года. Рекомендованная цена начинается от 2,98 млн рублей.